# Инсургенты
Инсурге́нты (лат. insurgentes «повстанцы», ед. ч. insurgens) — участники в восстании, не принадлежащие к армии, авиации и флоту, ведущие партизанскую войну, обыкновенно не пользуются правами воюющей стороны, вооружённые организации гражданского населения, противостоящие властям.

## История
Обычно инсургенты создают незаконные вооружённые группы (организации), цель которых состоит в свержении законного правительства или существующего режима, приобретении национальной независимости или ином изменении установленного порядка в государстве, например греческий инсургент Колокотронис, руководил восстанием в Морее, сторонник Каподистрии.
Поскольку инсургенты практически всегда обладают меньшей военной силой, чем власти, то обычно прибегают к партизанской войне (террору).
В праве[каком?] XIX века инсуррекция понималась как восстание, носящее выраженный политический характер, и в этом смысле противопоставлялась восстанию (в более ранней терминологии возмущению) в узкоюридическом смысле, понимаемом как сопротивление власти, не преследующее цели её ниспровержения, и отчасти сближалась с понятием бунта. Инсургенты считались политическими (не уголовными) преступниками. Более того, уже тогда признавалось, что они могут быть признаны воюющей стороной и пользоваться покровительством международного гуманитарного права.